# Сапега, Ежи Станислав
Ежи Станислав Сапега (пол. Jerzy Stanisław Sapieha, 12 ноября 1668 — 12 октября 1732, Варшава) — государственный и военный деятель Великого княжества Литовского. Подстолий великий литовский (1686), стольник великий литовский (1686—1703, 1709—1732), воевода трокский (1706—1709) и мстиславский (1732).

## Биография
Происходил из черейско-ружанской линии магнатского рода Сапег герба «Лис», старший сын великого гетмана литовского и воеводы виленского Казимира Яна Сапеги (1638—1720) и Кристины Барбары Глебович (ум. 1695). Имел младших братьев Александра Павла и Михаила Франтишка.
Вначале учился в Вильне, а 1683—1684 годах получал образование в иезуитском коллегиуме в Бранево (Браунсберге). В 1684 году Ежи Станислав Сапега был назначен ротмистром пятигорской хоругви на Подолье и участвовал в боях против турок-османов и крымских татар.
В 1686 году Ежи Станислав Сапега получил должность подстолия великого литовского, а в ноябре того же года стал стольником великим литовским. В 1687 году принимал участие в боях в окрестностях Каменца-Подольского. В 1690, 1693 и 1695 годах избирался послом на сеймы. В 1695—1696 годах во главе надворных хоругвей сражался с антисапежинскими конфедератами в Новогрудке и Жемайтии.
В 1697 году стольник великий литовский Ежи Станислав Сапега поддерживал кандидатуру французского принца Франсуа Луи де Конти, но в июле того же вместе с остальными представителями рода Сапег перешел на сторону саксонского курфюрста Августа Сильного. 12 января 1698 года в качестве посла от литовского войска Ежи Станислав Сапега встретился с новым правителей Речи Посполитой Августом Сильным и заверил его в верности литовских полков.
Из-за болезни Ежи Станислав Сапега не участвовал в битве под Олькениками 18 ноября 1700 года, где войска Сапег были разбиты литовским шляхетским ополчением под командованием Михаила Сервация Вишневецкого. В течение 1701—1702 годов пребывал в Варшаве, где пытался вернуть утраченные позиции рода Сапег.
В 1702 году маршалок великий литовский Ежи Станислав Сапега перешёл на сторону шведского короля Карла XII, а с 1705 года поддерживал короля польского Станислава Лещинского, ставленника Швеции. Участвовал в боях со сторонниками Августа Сильного в Великом княжестве Литовском вплоть до 1709 года. В 1706—1709 годах исполнял функции воеводы трокского.
В 1710—1713 годах Ежи Станислав Сапега находился в Пруссии, затем вернулся в Литву и примирился с Августом Сильным. После возвращения на родину занимался хозяйством и пытался вернуться в большую политику. В марте 1732 года получил должность воеводы мстиславского.

## Семья и дети
Ежи Станислав Сапега был дважды женат. В 1685 году женился первым браком на княгине Изабелле Елене Полубинской (ум. 1721), дочери великого маршалка литовского и генерального старосты жемайтского Александра Гилярия Полубинского (1626—1679) и Софьи Констанции Володкович. Дети:
- Антоний Казимир Сапега (ум. 1739) — каштелян трокский и староста мерецкий
- Тереза Кристина Сапега (ум. 1713), жена с 1712 года каштеляна полоцкого Криштофа Константина Паца (ум. 1725)
- Бенедикта Сапега (ум. 1724), жена с 1716 года каштеляна витебского Ежи Тышкевича (ум. 1735)
- Саломея Анна Сапега, 1-й муж Ян Антоний Слушка, 2-й муж староста любашовский Леон Новосельский, 3-й муж с 1742 года князь Ежи Радзивилл (1721—1754)

В 1724 году вторично женился на Теодоре Солтык (ум. 1774). Дети:
- Кристина Сапега (ум. 1774), жена с 1745 года великого подчашего литовского князя Казимира Мосальского.